# Афонсу I
Афонсу I наричан още Афонсу Енрикеш (португалски: Afonso I или Afonso Henriques) е първият крал на Португалия, отделил се от Леон и приел тази титла на 26 юли 1139. Той е син на Енрике Бургундски, граф на Португалия, и Тереза Леонска, незаконна дъщеря на Алфонсо VI, крал на Кастилия.

## Семейство и деца
- Женен (от 1146) за Матилда Савойска (Маго) (1125 – 1157), дъщеря на граф Амадей III Савойски (ок. 1095 – ок. 1148) и Матилда д’Албон (ок. 1100 – 1145):
  - Енрике (17 февруари 1147 – 7 октомври 1155);
  - Урака (1148 – ок. 1211), от 1165 година съпруга на Фернандо II, крал на Леон, майка на Алфонсо IX, през 1175 година брак анулиран от папата;
  - Тереза (1151 – 1218), от 1184 година съпруга на Филип I, граф на Фландрия, овдовяла през 1191 година, от 1194 година женена за Одо III, херцог на Бургундия, брак анулиран през 1195 година;
  - Матилда (1153 – 1162), от 1159 година сгодена за с Алфонсо II, инфант на Арагон, но умира до омъжването;
  - Саншу I, 2-ри крал на Португалия (1154 – 1212).

### Независимост на Португалия
По това време крал Алфонсо VII Кастилски не е склонен да признае своя родственик за крал. В негоните очи той е метежен васал. Пет години продължава войната между двамата Алфонсо и завършва мирен договор, сключен на 5 октомври 1143 година в Самора. По договора Афонсу Португалски се признава като крал на Португалия и васал на Алфонсо Кастилски, Император на всички Испании.
Войната се възобновява при сина на Алфонсо Император, крал на Леон Фернандо II. Афонсу нахлува в Галисия, но пада от коня близо до Бадахос, бива ранен и хванат в плен от войниците на Леонския крал (1167). Португалия е принудена да капитулира, връщайки в качество на откуп за царствения пленник почти всичко завоювано в предишнитее години.
С Папска була Александър III признава Афонсу за крал на Португалия и „му дарява право“ да завоюва земите на маврите. С Папското благословение Португалия накрая се обезопасява от опитите за кастилска анексия.
Въпреки преклоната си възраст, Афонсу успешно освобождава своя син Саншу, обсаден от маврите в Сантарена (1184).
На 6 декември 1185 Афонсу I умира в Коимбра и е погребан в манастир Санта Круз.
Афонсу Завоевател се почита в Португалия като основател на кралството и национален герой.